# クレア・アラン
クレア・アラン（Claire Allan、1985年5月7日 - ）は、イングランドの女子元ラグビー選手。

## プロフィール
- イングランド・ロンドンアイズルワース出身[1]。
- ポジションはセンター(CTB)、フルバック(FB)。
- 身長 169cm、体重 64kg
- 7人制イングランド代表に選ばれたことがある[2]。
- ワールドカップ2014のイングランド代表に選ばれた[3]。

## 略歴
2016年、リオ五輪の7人制イギリス代表に選ばれた。
2019年、現役を引退した。